# 阿弗朗奇灣
77°1′S 162°44′E / 77.017°S 162.733°E
阿弗朗奇灣（英語：Avalanche Bay），是南極洲的海灣，位於維多利亞地的斯科特海岸，處於格蘭納特港的發現海崖東南面，寬1.6公里，由英國探險隊繪入地圖，現時由南極條約體系管理。